# Lepidura abbreviata
Lepidura abbreviata är en stekelart som beskrevs av Dasch 1974. Lepidura abbreviata ingår i släktet Lepidura och familjen brokparasitsteklar. Inga underarter finns listade i Catalogue of Life.